# Марокко на зимних Олимпийских играх 1968
Королевство Марокко в первый раз за свою историю принимало участие в зимних Олимпийских играх в 1968 году в Гренобле (Франция). Страну на Играх представляли пять горнолыжников, но не завоевали ни одной медали.

## Горнолыжный спорт
Спортсменов - 5
Мужчины

### Слалом
| Спортсмен     | Квалификация 1    | Квалификация 1 | Квалификация 2 | Квалификация 2 | Финал     | Финал     |
| Спортсмен     | Результат         | Место          | Результат      | Место          | Результат | Место     |
| ------------- | ----------------- | -------------- | -------------- | -------------- | --------- | --------- |
| Мехди Моуди   | 1.13,61           | 6              | 1.10,90        | 3              | Не прошёл | Не прошёл |
| Хасан Ламауи  | Дисквалифицирован | -              | 1.09,16        | 4              | Не прошёл | Не прошёл |
| Мухамед Аомар | 1.29,54           | 6              | 1.20,03        | 4              | Не прошёл | Не прошёл |
| Саид Хусни    | 1.19,93           | 5              | Не стартовал   | -              | Не прошёл | Не прошёл |

### Гигантский слалом
| Спортсмен     | 1-я попытка    | 2-я попытка | Всего   | Место |
| ------------- | -------------- | ----------- | ------- | ----- |
| Саид Хусни    | 2.24,40        | 2.16,28     | 4.40,68 | 83    |
| Хасан Ламауи  | 2.24,97        | 2.23,69     | 4.48,66 | 86    |
| Мухамед Аомар | Не финишировал | Не прошёл   | -       | -     |
| Мимун Уито    | Не финишировал | Не прошёл   | -       | -     |